# SCIA Engineer
SCIA Engineer is een CAE-softwarepakket dat wordt ontwikkeld en gedistribueerd door SCIA nv, een bedrijf dat in 1974 werd opgericht, haar hoofdkantoor in Hasselt (België) heeft en sinds 2006 een dochteronderneming van de Nemetschek Group is.
Voorafgaand aan de eerste versie van SCIA Engineer werd de rekensoftware onder de naam ESA Prima Win ontwikkeld en verkocht. Deze naam is bijvoorbeeld nog terug te zien in het bestandsformaat waar SCIA Engineer mee werkt: esa. Met deze CAE-software, die op basis van eindige-elementenmethode werkt, kunnen aangemaakte of geïmporteerde 2D en 3D modellen van diverse constructies doorgerekend worden op theoretische sterkte, stabiliteit en vervorming.